# Гедина, Кристиан
Кри́стиан Геди́на (итал. Kristian Ghedina; род. 20 ноября 1969 года в Пьеве-ди-Кадоре, Италия) — итальянский автогонщик, бывший горнолыжник, трёхкратный призёр чемпионатов мира. Один из самых успешных специалистов по скоростному спуску за всю историю горнолыжного спорта Италии, даже несмотря на то, что, участвуя в пяти подряд Олимпиадах (1992—2006), не завоевал ни одной олимпийской награды.

## Карьера
Учился в Инсбруке и в 1989 году дебютировал в Кубке мира по горнолыжному спорту. На следующий год, после нескольких подиумов и жестоких падений, он, наконец, выиграл два последних этапа сезона, при чём первая победа пришла к Кристиану в Кортина-д’Ампеццо. В 1991 году он стал серебряным призёром в комбинации на чемпионате мира в Зальбахе, но на следующий год Гедина жестоко пострадал в автомобильной аварии.
К 1995 году он восстановил свою форму и показывал выдающиеся результаты до 2001, когда он завоевал последнюю из своих 13 побед (12 в скоростном спуске и 1 в супергиганте, всего 33 призовых места). С чемпионатов мира он привёз ещё серебро в 1996 году и бронзу в 1997 году, обе награды — в скоростном спуске. В 2006 году Кристиан покинул горнолыжный спорт. В марте 2009 года 39-летний Гедина принял участие в чемпионате Италии по горнолыжному спорту и занял 6-е место в скоростном спуске, уступив чемпиону 0,79 сек. В 2010 году 40-летний Гедина вновь выступил в чемпионате Италии, заняв 23-е место в скоростном спуске.

## Карьера в автогонках
По примеру другого горнолыжника, Люка Альфана, Кристиан Гедина перешёл в автогонки, дебютировав в чемпионате Италии по супертуризму, а также серии Ф3000 Мастерс, а в 2007 году перешёл в итальянскую серию SuperStar's, где уже в первый год добился финиша на подиуме.

## Победы на этапах Кубка мира (13)
| №  | Сезон   | Дата        | Место             | Дисциплина            |
| -- | ------- | ----------- | ----------------- | --------------------- |
| 1  | 1989/90 | 3 фев 1990  | Кортина-д’Ампеццо | Скоростной спуск      |
| 2  | 1989/90 | 15 мар 1990 | Оре               | Скоростной спуск (2)  |
| 3  | 1994/95 | 20 янв 1995 | Венген            | Скоростной спуск (3)  |
| 4  | 1994/95 | 20 янв 1995 | Уистлер           | Скоростной спуск (4)  |
| 5  | 1996/97 | 21 дек 1996 | Валь-Гардена      | Скоростной спуск (5)  |
| 6  | 1996/97 | 11 янв 1997 | Шамони            | Скоростной спуск (6)  |
| 7  | 1996/97 | 18 янв 1997 | Венген            | Скоростной спуск (7)  |
| 8  | 1997/98 | 4 дек 1997  | Бивер-Крик        | Скоростной спуск (8)  |
| 9  | 1997/98 | 24 янв 1998 | Кицбюэль          | Скоростной спуск (9)  |
| 10 | 1998/99 | 19 дек 1998 | Валь-Гардена      | Скоростной спуск (10) |
| 11 | 1999/00 | 17 дек 1999 | Валь-Гардена      | Скоростной спуск (11) |
| 12 | 1999/00 | 5 мар 2000  | Квитфьелль        | Супергигант           |
| 13 | 2001/02 | 14 дек 2001 | Валь-Гардена      | Скоростной спуск (12) |